# 安德烈·辛西亞里尼
安德烈·辛西亞里尼（義大利語：Andrea Cinciarini，1986年6月21日—），意大利籃球運動員，現在效力於意大利籃球聯賽球隊雷吉納2002籃球俱樂部。他也代表意大利國家籃球隊參賽。